# South Philipsburg
South Philipsburg is een census-designated place in de Amerikaanse staat Pennsylvania en valt bestuurlijk gezien onder Centre County waarvan het tot 2007 een eigen borough vormde.

## Demografie
Bij de volkstelling in 2000 werd het aantal inwoners vastgesteld op 438.
In 2006 is het aantal inwoners door het United States Census Bureau geschat op 456, een stijging van 18 (4,1%).

## Geografie
Volgens het United States Census Bureau beslaat de plaats een oppervlakte van
0,7 km², geheel bestaande uit land.

## Plaatsen in de nabije omgeving
De onderstaande figuur toont nabijgelegen plaatsen in een straal van 12 km rond South Philipsburg.